# USS Sturgeon (SS-187)
USS Sturgeon (SS-187) là một  tàu ngầm lớp Salmon được Hải quân Hoa Kỳ chế tạo vào nữa sau thập niên 1930. Nó là chiếc tàu ngầm thứ hai của Hải quân Hoa Kỳ được đặt cái tên này, theo tên loài cá tầm. Nó đã phục vụ trong suốt Chiến tranh Thế giới thứ hai, thực hiện tổng cộng mười một chuyến tuần tra và đánh chìm chín tàu Nhật Bản với tổng tải trọng 41.350 tấn. Chiếc tàu chở tù binh Montevideo Maru với trên 1.000 tù binh chiến tranh người Australia bị Sturgeon đánh chìm là tai nạn thảm khốc nhất chiến tranh đối với Australia; và chiếc tàu chở quân Toyama Maru cũng do nó đánh chìm đã gây tổn thất nhân mạng nặng nề nhất cho Lục quân Nhật Bản với hơn 5.000 binh lính thiệt mạng. Con tàu được rút về làm nhiệm vụ huấn luyện từ cuối năm 1944, rồi ngừng hoạt động sau khi xung đột chấm dứt và cuối cùng bị bán để tháo dỡ vào năm 1948. Sturgeon được tặng thưởng mười Ngôi sao Chiến trận do thành tích phục vụ trong Thế Chiến II.

## Thiết kế và chế tạo
Thiết kế của lớp Salmon được cải tiến dựa trên lớp Porpoise Kiểu P-5 dẫn trước, là thế hệ tàu ngầm đầu tiên đạt được tốc độ 21 hải lý trên giờ (39 km/h) với một hệ thống động lực tin cậy, cho phép chúng hoạt động phối hợp với các thiết giáp hạm tiêu chuẩn trong đội hình hạm đội. Ngoài ra, tầm hoạt động 11.000 hải lý (20.000 km) mà không cần tiếp thêm nhiên liệu cho phép chúng tuần tra đến tận vùng biển nhà Nhật Bản. Hệ thống động lực "tổng hợp" bao gồm bốn động cơ diesel, gồm hai chiếc vận hành trực tiếp trục chân vịt và hai chiếc để chạy máy phát điện dùng cho nạp ắc quy hay tăng tốc trên mặt nước.  Lườn tàu có cấu trúc vỏ kép một phần với hai đầu là vỏ đơn, vốn là một phiên bản hoàn thiện hơn của chiếc USS Dolphin (SS-169) và áp dụng thành công trên lớp Porpoise Kiển P-3 và P-5, kỹ thuật hàn đã được các xưởng tàu áp dụng rộng rãi cho toàn bộ cấu trúc con tàu.
Sturgeon có chiều dài 308 foot (94 m), với trọng lượng choán nước khi nổi là 1.435 tấn Anh (1.458 t) và khi lặn là 2.198 tấn Anh (2.233 t). Nó được trang bị động cơ General Motors Kiểu 16-248 V16, công suất 1.535 hp (1.145 kW) mỗi chiếc. Vũ khí trang bị chính được tăng lên tám ống phóng ngư lôi 21 in (530 mm), gồm bốn ống trước mũi và bốn ống phía đuôi, và được bổ sung máy tính dữ liệu ngư lôi để chúng hiệu quả hơn. Con tàu còn có một hải pháo 3 inch/50 caliber trên boong tàu và bốn súng máy M1919 Browning .30-caliber (7,62 mm).
Sturgeon được đặt lườn tại Xưởng hải quân Mare Island ở Vallejo, California vào ngày 27 tháng 10, 1936. Nó được hạ thủy vào ngày 15 tháng 3, 1938, được đỡ đầu bởi bà Alice N. Freeman, và được cho nhập biên chế cùng Hải quân Hoa Kỳ vào ngày 25 tháng 6, 1938 dưới quyền chỉ huy của Hạm trưởng, Thiếu tá Hải quân A. D. Barnes.

## Lịch sử hoạt động

### 1938–1941
Lên đường vào ngày 15 tháng 10, 1938 cho chuyến đi chạy thử máy huấn luyện, Sturgeon đã viếng thăm các cảng Mexico, Honduras, Panama, Peru, Ecuador và Costa Rica trước khi quay trở về San Diego, California vào ngày 12 tháng 12. Nó được phân về Hải đội Tàu ngầm 6 và hoạt động dọc theo vùng bờ Tây kéo dài cho đến Washington, và cùng với Hạm đội Thái Bình Dương thực hiện hai chuyến đi sang vùng biển quần đảo Hawaii từ ngày 1 tháng 7 đến ngày 16 tháng 8, 1939 và từ ngày 1 tháng 4 đến ngày 12 tháng 7, 1940. Nó khởi hành từ San Diego vào ngày 5 tháng 11, 1940 để chuyển đến hoạt động tại căn cứ Trân Châu Cảng, rồi lên đường vào ngày 10 tháng 11, 1941 do được điều động sang tăng cường cho Lực lượng Tàu ngầm trực thuộc Hạm đội Á Châu, đi đến vịnh Manila, Philippines vào ngày 22 tháng 11. Tại đây nó được phân về Đội tàu ngầm 22 thuộc Hải đội Tàu ngầm 2, và đang neo đậu tại căn cứ Mariveles ở cực Nam bán đảo Bataan khi Hải quân Đế Quốc Nhật Bản bất ngờ tấn công căn cứ Trân Châu Cảng vào ngày 7 tháng 12 khiến chiến tranh bùng nổ tại Mặt trận Thái Bình Dương.

#### Chuyến tuần tra thứ nhất
Ra khơi vào xế trưa ngày hôm sau cho chuyến tuần tra đầu tiên trong chiến tranh, Sturgeon tuần tra tại vùng biển giữa quần đảo Bành Hồ và Đài Loan. Nó phát hiện một tàu chở dầu nhỏ vào xế trưa ngày 9 tháng 12, nhưng không thể tiếp cận đủ gần để tấn công. Đến ngày 18 tháng 12, nó bắt gặp một đoàn năm tàu buôn được một tàu tuần dương và nhiều tàu khu trục hộ tống. Đang khi tiếp cận ngầm để tấn công, nó bị một trong các tàu hộ tống phát hiện ở khoảng cách chỉ có 250 thước Anh (230 m). Chiếc tàu ngầm phải lặn khẩn cấp để né tránh, và quả mìn sâu đối phương thả xuống nổ gần tàu ở độ sâu 65 ft (20 m) đã gây vỡ nhiều bóng đèn, nhưng không có hư hại nào nghiêm trọng. Nó chuyển sang chế độ chạy im lặng và né tránh các tàu hộ tống đối phương. Đến chiều tối ngày 21 tháng 12, nó tấn công một tàu buôn, nhưng loạt ngư lôi phóng ra đều bị trượt khỏi mục tiêu; con tàu quay trở lại vịnh Mariveles vào ngày 25 tháng 12.

### 1942

#### Chuyến tuần tra thứ hai
Tiếp tục ra khơi vào ngày 28 tháng 12, 1941 cho chuyến tuần tra thứ hai, Sturgeon đang trên đường hướng đến Tarakan tại bờ biển phía Đông đảo Borneo khi nó phát hiện một tàu chở dầu đối phương ngoài khơi Sibutu vào ngày 17 tháng 1, 1942; tuy nhiên một loạt ba quả ngư lôi phóng ra đã bị trượt. Sau đó được thông báo từ tàu ngầm Pickerel (SS-177), trong đêm 22 tháng 1, nó phát hiện một đoàn tàu vận tải lớn đang băng qua eo biển Makassar. Nó phóng một loạt bốn quả ngư lôi nhắm vào mục tiêu lớn nhất, ghi nhận được hai vụ nổ, nhưng trong suốt hai giờ rưỡi tiếp theo đã bị hai tàu khu trục đối phương truy đuổi ráo riết bằng mìn sâu. Bốn ngày sau đó, nó lại tấn công một tàu vận chuyển cùng bốn tàu khu trục ngoài khơi Balikpapan; loạt ngư lôi nó phóng ra đã ghi được ít nhất một quả trúng đích và gây hư hại cho chiếc tàu vận chuyển, nhưng tài liệu thu được từ phía Nhật Bản sau chiến tranh không thể xác nhận kết quả này.
Đến sáng ngày 8 tháng 2, Sturgeon bất ngờ đụng độ một lực lượng đối phương đang hướng đến Makassar, Celebes. Nó phải lặn xuống để tránh bị một tàu tuần dương và nhiều tàu khu trục phát hiện, nhưng đã kịp thông báo về sự di chuyển này về căn cứ. Nó rời khu vực tuần tra hai ngày sau đó để đi đến Java, Đông Ấn thuộc Hà Lan, đi đến Soerabaja vào ngày 13 tháng 2. Tuy nhiên do phía Nhật Bản đang hướng đến căn cứ hải quân này, nó buộc phải đi đến cảng Tjilatjap tại bờ biển phía Nam đảo Java, rồi sau khi đón lên tàu Ban tham mưu Lực lượng Tàu ngầm Hạm đội Á Châu, nó cùng tàu ngầm chị em Stingray (SS-186) lên đường vào ngày 20 tháng 2, hộ tống cho các tàu tiếp liệu tàu ngầm Holland (AS-3) và tàu tiếp liệu khu trục Black Hawk (AD-9) rút lui về căn cứ Fremantle, Australia, đến nơi vào ngày 3 tháng 3.

#### Chuyến tuần tra thứ ba
Trong chuyến tuần tra thứ ba từ ngày 15 tháng 3 đến ngày 7 tháng 5, Sturgeon hoạt động ngoài khơi Makassar nơi vào ngày 30 tháng 3, nó đã phóng ngư lôi đánh chìm tàu buôn Choko Maru (842 tấn) ngoài khơi Makassa, Celebes, tại tọa độ 05°39′N 119°00′Đ / 5,65°N 119°Đ. Đến ngày 3 tháng 4, nó lại phóng trúng một quả ngư lôi và gây hư hại cho một tàu chở hàng khoảng 750 tấn; Sturgeon phóng bồi thêm ba quả ngư lôi nhưng tất cả lại bị trượt. Quả ngư lôi cuối cùng còn lại đã trúng đích, nhưng chưa đủ để đánh chìm mục tiêu, và đối phương rút lui về phía bờ biển Celebes. Ba ngày sau đó, nó phóng một loạt ngư lôi vào một tàu chở dầu nhưng vì cự ly quá gần nên không kích nổ, rồi sau đó bị các hộ tống phản công bằng mìn sâu. Ngoài khơi mũi Mandar trong eo biển Makassar vào đêm 22 tháng 4, nó phải lặn sâu để né tránh đợt tấn công bằng mìn sâu kéo dài hai giờ từ một tàu khu trục đối phương. Trên đường quay trở về căn cứ Fremantle, nó đổi hướng ghé đến một hòn đảo ngoài khơi cảng Cilacap, Java vào ngày 30 tháng 4 để tìm kiếm các phi công Không quân Hoàng gia Anh và Australia được cho là đang ẩn nấp tại đó, nhưng không có kết quả.

#### Chuyến tuần tra thứ tư
Sau khi được tái trang bị, Sturgeon lên đường vào ngày 5 tháng 6 cho chuyến tuần tra thứ tư tại khu vực phía Tây Manila. Nó bắt gặp một đoàn chín tàu buôn vào ngày 25 tháng 6, và đã phóng một loạt ba quả ngư lôi nhắm vào chiếc lớn nhất, ghi nhận được những vụ nổ. Sau đó chiếc tàu ngầm phải lặn sâu để né tránh khoảng 21 quả mìn sâu được các tàu hộ tống thả xuống, và thoát được chỉ với những hư hại nhẹ. Đến ngày 1 tháng 7, nó phóng ngư lôi đánh chìm tàu vận chuyển Montevideo Maru (7.266 tấn) tại vị trí khoảng 65 hải lý (120 km) về phía Tây mũi Bojeador, Luzon, tại tọa độ 18°37′B 119°29′Đ / 18,617°B 119,483°Đ. Sturgeon không thể biết rằng Montevideo Maru đang được sử dụng như một tàu tù binh và đang vận chuyển trên 1.000 tù binh chiến tranh người Australia từ Rabaul, New Guinea; tổn thất nhân mạng này được xem là nặng nề nhất trong suốt lịch sử hàng hải Australia. Tiếp tục chuyến tuần tra, vào ngày 5 tháng 7, Sturgeon bắt gặp một đoàn tàu đang từ Manila hướng lên phía Bắc, và đã phóng ngư lôi đánh trúng và gây hư hại cho tàu chở dầu San Pedro Maru (7.268 tấn) về phía Nam Palauig, Luzon. Nó kết thúc chuyến tuần tra khi quay trở về Fremantle vào ngày 22 tháng 7.

#### Chuyến tuần tra thứ năm
Trong chuyến tuần tra thứ năm từ ngày 4 tháng 9 đến ngày 25 tháng 10 tại khu vực quần đảo Solomon, Sturgeon thoạt tiên hoạt động tại vùng biển giữa đảo Mono và quần đảo Shortland, rồi từ ngày 11 tháng 9 bắt đầu tuần tra về phía Tây đảo Bougainville nhằm ngăn chặn tàu bè đối phương đi lại giữa Rabaul, Buka và Faisi. Nó phóng một loạt bốn quả ngư lôi tấn công một tàu chở hàng lớn vào ngày 14 tháng 9, nhưng không trúng mục tiêu. Ba ngày sau đó, nó phóng một loạt ngư lôi và gây hư hại cho một tàu chở dầu với hai quả trúng đích. Đến ngày 1 tháng 10, lúc 05 giờ 36 phút, nó phát hiện một tàu chở máy bay, và một loạt ngư lôi phóng ra đã đánh chìm chiếc Katsuragi Maru (8.033 tấn) ngoài khơi mũi St. George, New Ireland, tại tọa độ 05°51′N 153°18′Đ / 5,85°N 153,3°Đ. Một tàu hộ tống đã phản công bằng mìn sâu nhưng không ảnh hưởng gì đến Sturgeon. Nó đi xuống phía Nam để tiếp tục tuần tra cho đến khi  quay trở về căn cứ Brisbane.

#### Chuyến tuần tra thứ sáu
Trong chuyến tuần tra thứ sáu từ ngày 30 tháng 11 đến ngày 4 tháng 1, 1943 tại khu vực Truk, Sturgeon đã phóng bốn quả ngư lôi tấn công một tàu buôn vào ngày 6 tháng 12, ghi được một quả trúng đích, nhưng sau đó không tìm thấy mục tiêu phù hợp nào khác. Nó rút lui khỏi khu vực vào ngày 25 tháng 12, và sau khi về đến Trân Châu Cảng đã tiếp tục quay trở về vùng bờ Tây, nơi nó trải qua đợt đại tu tại Xưởng hải quân Hunters Point tại San Francisco, California từ ngày 14 tháng 1 đến ngày 11 tháng 5, 1943.

### 1943

#### Chuyến tuần tra thứ bảy và thứ tám

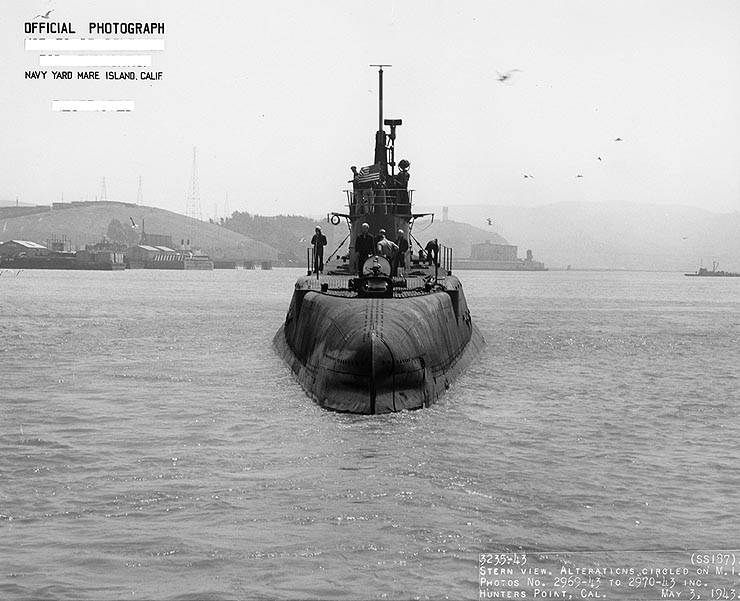
USS Sturgeon, ngày 3 tháng 5 năm 1943

Trong chuyến tuần tra thứ bảy từ ngày 12 tháng 6 đến ngày 2 tháng 8, 1943 tại vùng biển chính quốc Nhật Bản, Sturgeon có đến bảy dịp phát hiện mục tiêu tiềm năng nhưng chỉ có thể tấn công một mục tiêu duy nhất 1 tháng 7, khi nó phóng trúng đích hai quả ngư lôi, gây hư hại cho một một tàu buôn. Nó thực hiện chuyến tuần tra tiếp theo từ ngày 29 tháng 8 đến ngày 23 tháng 10 mà không đem lại kết quả nào, và quay trở về Trân Châu Cảng.

### 1944

#### Chuyến tuần tra thứ chín
Lên đường vào ngày 13 tháng 12, 1943 cho chuyến tuần tra thứ chín tại vùng biển nhà Nhật Bản, Sturgeon phát hiện một đoàn bảy tàu buôn được bốn tàu hộ tống bảo vệ vào ngày 11 tháng 1, 1944. Nó phóng một loạt bốn quả ngư lôi vào một nhóm mục tiêu bị chống lấn, và đã đánh chìm được tàu chở hàng Erie Maru (5.493 tấn) ở khoảng 20 hải lý (37 km) về phía Đông Kyūshū, tại tọa độ 32°56′B 132°02′Đ / 32,933°B 132,033°Đ. Các tàu hộ tống đã phản công quyết liệt bằng mìn sâu, nên nó không thể tiếp tục tấn công các mục tiêu còn lại. Năm ngày sau đó nó phóng ngư lôi tấn công chiếc tàu buôn Akagi Maru và tàu khu trục Suzutsuki trong eo biển Bungo; Suzutsuki trúng hai quả ngư lôi vào phía mũi và đuôi tàu, và bị hư hại nặng. Chiếc tàu ngầm bị tàu khu trục Hatsuzuki phản công suốt buổi chiều tối hôm đó, và chỉ có thể rời khu vực lúc 18 giờ 55 phút. Đến ngày 24 tháng 1, nó lại tung ra hai lượt tấn công nhắm vào một đoàn bốn tàu buôn; lượt thứ nhất gây hư hại cho một tàu buôn; và lượt thứ hai đã đánh chìm tàu buôn Chosen Maru (3.110 tấn) ngoài khơi eo biển Bungo, tại tọa độ 32°28′B 132°23′Đ / 32,467°B 132,383°Đ. Nó còn tấn công hai tàu buôn khác hai ngày sau đó nhưng không có kết quả, và kết thúc chuyến tuần tra khi rút lui về Trân Châu Cảng ngang qua Midway.

#### Chuyến tuần tra thứ mười
Trong chuyến tuần tra thứ mười từ ngày 8 tháng 4 đến ngày 26 tháng 5, Sturgeon hoạt động tại khu vực quần đảo Bonin đồng thời đảm nhiệm vai trò tìm kiếm và giải cứu gần đảo Marcus hỗ trợ cho chiến dịch không kích của các tàu sân bay. Vào ngày 10 tháng 5, nó tấn công một đoàn năm tàu buôn được hai tàu hộ tống bảo vệ, đánh trúng hai quả ngư lôi vào một tàu buôn nhỏ trước khi phải lặn xuống né tránh phản công của các tàu hộ tống và một máy bay tuần tra. Nó tiếp tục theo dõi đoàn tàu cho đến sáng hôm sau, và phóng một loạt bốn quả ngư lôi tấn công từ độ sâu kính tiềm vọng. Ba quả ngư lôi trúng đích đã đánh chìm tàu chở hàng Seiru Maru (1.904 tấn) chỉ trong vòng hai phút ở vị trí khoảng 140 hải lý (260 km) về phía Bắc Chichi-jima, tại tọa độ 29°41′B 141°35′Đ / 29,683°B 141,583°Đ. Nó vòng lại và phóng thêm một loạt ngư lôi từ phía đuôi vào một mục tiêu khác, ghi được hai quả trúng đích khiến đối thủ chết đứng giữa biển và bốc cháy. Chiếc tàu ngầm chuyển sang nhiệm vụ tìm kiếm và giải cứu từ ngày 20 tháng 5, cứu vớt được ba phi công trước khi quay trở về Midway ba ngày sau đó.

#### Chuyến tuần tra thứ mười một
Khởi hành vào ngày 10 tháng 6 cho chuyến tuần tra thứ mười một, cũng là chuyến cuối cùng trong chiến tranh, Sturgeon hoạt động tại khu vực quần đảo Ryūkyū. Sau khi phát hiện một đoàn tám tàu vận tải vào ngày 29 tháng 6, nó phóng một loạt bốn quả ngư lôi tấn công mục tiêu lớn nhất, đánh chìm chiếc tàu chở quân Toyama Maru (7.089 tấn) ở vị trí ngoài khơi Tairajima thuộc quần đảo Tokara, tại tọa độ 27°47′B 129°05′Đ / 27,783°B 129,083°Đ. Hoạt động này đã có ảnh hưởng lớn đến cuộc chiến tại Okinawa sau này, vì Toyama Maru đang vận chuyển 5.600 binh lính thuộc Lữ đoàn Độc lập Hỗn hợp 44 đến Okinawa để thiết lập phòng ngự tại đây.
Đến ngày 3 tháng 7, Sturgeon đụng độ với mới một đoàn chín tàu buôn được nhiều tàu hộ tống và máy bay tuần tra bảo vệ; nó ghi được ba quả ngư lôi trúng đích nhắm vào chiếc Tairin Maru (6.862 tấn), khiến chiếc tàu chở hàng lật úp qua mạn phải và đắm trong vùng biển Ryūkyū, tại tọa độ 28°58′B 129°51′Đ / 28,967°B 129,85°Đ. Chiếc tàu ngầm sau đó phải lặn sâu để né tránh tổng cộng 196 quả mìn sâu và bom được đối phương thả xuống phản công; nó thoát được và rút lui về Trân Châu Cảng vào ngày 5 tháng 8.

### 1945 - 1948
Sturgeon tiếp tục quay về vùng bờ Tây, đi đến California vào ngày 15 tháng 8, và bắt đầu một đợt đại tu. Nó chuyển đến San Diego vào ngày 31 tháng 12, rồi khởi hành vào ngày 5 tháng 1, 1945 để đi sang vùng bờ Đông, đi đến Căn cứ Tàu ngầm Hải quân New London tại New London, Connecticut vào ngày 26 tháng 1. Nó được điều về Hải đội Tàu ngầm 1 và phục vụ như một tàu huấn luyện tại khu vực eo biển Block Island cho đến ngày 25 tháng 10. Đi đến Xưởng hải quân Boston vào ngày 30 tháng 10, nó được cho xuất biên chế vào ngày 15 tháng 11, 1945. Tên nó được cho rút khỏi danh sách Đăng bạ Hải quân vào ngày 30 tháng 4, 1948, và con tàu bị bán cho hãng Interstate Metals Corp. tại thành phố New York để tháo dỡ vào ngày 12 tháng 6, 1948.

## Phần thưởng
Sturgeon được tặng thưởng mười Ngôi sao Chiến trận do thành tích phục vụ trong Thế Chiến II. Nó được ghi công đã đánh chìm chín tàu Nhật Bản với tổng tải trọng 41.350 tấn.
|  |                           |  |
|  | Silver star · Silver star |  |

| Dải băng Hoạt động Tác chiến  |                                                                          |                                      |
| Huân chương Chiến dịch Hoa Kỳ | Huân chương Chiến dịch Châu Á-Thái Bình Dương với 10 Ngôi sao Chiến trận | Huân chương Chiến thắng Thế Chiến II |